# Kurt Wolff (Grafiker)
Kurt Herbert Wolff (* 30. März 1916 in Barmen, heute Wuppertal; † 12. August 2003 in Düsseldorf) war ein deutscher Grafik-Designer und Hochschullehrer.

## Leben und Werk
Der Sohn eines Kaufmanns, Bruder des Theologieprofessors Hans Walter Wolff (17.12.1911 – 22.10.1993), besuchte das Barmer Realgymnasium, das er mit der Mittleren Reife verließ, um eine Buchhändlerlehre bei der Buchhandlung Emil Müller in Barmen zu absolvieren. In dieser Zeit prägten ihn Vorlesungen an der Kirchlichen Hochschule Wuppertal und Begegnungen mit der Bekennenden Kirche. Nach Arbeitsdienst, und Soldatenzeit im Zweiten Weltkrieg begann er als Autodidakt sich erfolgreich grafisch zu betätigen. Dabei orientierte er sich an Rudolf Koch, den er allerdings nie persönlich kennengelernt hat. Bereits 1949 wurde er in die damalige Diakonissenanstalt Kaiserswerth zum Aufbau einer künstlerischen Werkstatt und eines Verlagswesens berufen. Davon blieb die Leitung und reiche Entwurfstätigkeit für die Paramentik übrig. Er betätigte sich auch in der Gestaltung von Kirchenfenstern, erstellte Siegelentwürfe für Kirchengemeinden, gestaltete Buchumschläge und Kalender, Gedenksteine, Grabmäler und Inschriften. Daneben schuf er zahlreiche Werke nach eigenen, freien Entwürfen. 1957 wurde er an die Fachhochschule für Grafik und Design berufen mit dem Unterrichtsschwerpunkt Typografie. Von 1960 an war er Fachbereichsleiter (Dekan) und wurde 1975 zum Professor ernannt, bis er 1981 emeritiert wurde.
Von 1981 an war er ordinierter Prädikant in der Evangelischen Kirchengemeinde Kaiserswerth. In dieser Zeit hielt er auch für den Rundfunk Morgenandachten für den WDR und den DLF und verfasste zahlreiche Bücher mit biografischen und theologischen Inhalten.
Im Zentrum seines künstlerischen Schaffens standen Auftragsentwürfe für diverse Verlage sowie freie Entwürfe für liturgische Tücher (Paramentik) und textile Objekte für den profanen Bereich. Sein unverwechselbarer Entwurfsstil kombinierte vorhandene christliche Symbolik mit einer neuen, elementarisierten Symbolsprache und brachte sie in Verbindung mit strengen grafischen Mustern und Formen und einer markanten Farbgebung. So gestaltete er die Antependien der Friedenskirche in Bonn-Kessenich.
Er prägte den Begriff der „seriellen Unikate“. Diese Werke basieren auf Entwürfen, die grundsätzlich für eine Serienproduktion geeignet, werden aber nach Größe und Farbe individuell gefertigt. Der von ihm geprägte Begriff „Eine Orgel für die Augen“ sollte die künstlerische Bedeutung von liturgischem Tuch hervorheben.
Kurt Wolff war mit Hanna von Scheven verheiratet. Aus dieser Ehe gingen fünf Kinder hervor u. a. der Pfarrer Christian Wolff.

## Schriften
- Der Augenblick Gottes. Die Werkstatt für evangelische Paramentik im Diakoniewerk Kaiserswerth. Eine unvollständige Bestandsaufnahme. Schriften des Archivs der Evangelischen Kirche im Rheinland Nr. 14, 1998.
- Ein Maulbeerbaum für die Übersicht: Erzählungen und Kurzgeschichten. Texte über Gott und die Welt. Neukirchen-Vluyn 1980.
- Leben  bist du. Die Psalmen persönlich genommen. 150 „einseitige“ Texte. Neukirchen-Vluyn 1996.
- Der lange Atem. Das Wort beim Wort genommen. Predigten und Fürbittengebete Neukirchen-Vluyn 1984.
- Kein Kinderspiel. ... und andere Geschichten und Texte nicht nur zur Weihnachtszeit. Neukirchen-Vluyn 1980.